# Ifigenia in Tauride (Desmarets e Campra)
Ifigenia in Tauride (Iphigénie en Tauride) è un melodramma in un prologo e 5 atti di Henri Desmarets e André Campra. Il libretto di Joseph-François Duché de Vancy e Antoine Danchet fu tratto dall'Ifigenia in Tauride di Euripide.

## Personaggi e interpreti
La prima ebbe luogo a Parigi il 6 maggio 1704.
| Role                                                                             | Timbro vocale                 | Cast del 6 maggio 1704                     |
| -------------------------------------------------------------------------------- | ----------------------------- | ------------------------------------------ |
| L'organizzatore dei giuochi di Diana e Apollo                                    | basse-taille (basso-baritono) | Charles Hardouin                           |
| Diane (Diana)                                                                    | dessus soprano                | Julie d'Aubigny, conosciuta come La Maupin |
| Due donne abitanti di Delo                                                       | dessus (soprani)              | M.lles Duperey e Bataille                  |
| Un abitante di Delo                                                              | haute-contre                  | Jean Boutelou                              |
| Iphigénie (Ifigenia), gran sacerdotessa di Diana, sorella di Oreste e di Elettra | dessus (soprano)              | M.lle Desmatins                            |
| Oreste, fratello di Ifigenia ed Elettra                                          | basse-taille                  | Gabriel-Vincent Thévenard                  |
| Électre (Elettra), sorella di Ifigenia ed Oreste, amata da Pilade                | dessus                        | M.lle Armand                               |
| Pylade (Pilade), amico di Oreste, innamorato di Elettra                          | haute-contre                  | M Poussin                                  |
| Thoas (Toante), re della Tauride, innamorato di Elettra                          | basse-taille                  | Jean Dun (padre)                           |
| Isménide, confidente di Ifigenia                                                 | dessus                        | M.lle Bataille                             |
| Due ninfe                                                                        | dessus                        | M.lles Duperey e d'Humé                    |
| L'Océan (Oceano)                                                                 | basse-taille                  | Charles Hardouin                           |
| Triton (Tritone)                                                                 | haute-contre                  | Pierre Chopelet                            |
| Il gran sacrificatore di Diana                                                   | taille (baritenore)           | Louis Mantienne                            |
| Due sacerdotesse                                                                 | dessus                        | M.lles Duperey e Basset                    |